# 1982年鐵路
此條目列出1982年發生有關鐵路運輸的事件。

## 事件

### 1月
- 1月4日：蒙特利爾地鐵橙線由斯諾登站延長一站至聖凱斯琳嶺站。

### 2月
- 2月23日：聖淘沙單軌列車通車。

### 3月
- 3月21日：札幌市營地下鐵東西線由白石站延長至新札幌站。

### 4月
- 4月20日：福岡市地下鐵1號線由天神站延長至中洲川端站，2號線通車，來往中洲川端站至吳服町站。
- 4月26日：香港地鐵修正早期系統以旺角站為界拆分成兩條路線，來往石硤尾站至油麻地站的觀塘綫和來往旺角站至中環站的荃灣綫[1][2]。
- 4月30日：九廣鐵路英段（現為東鐵綫）沙田車站重建完成，旺角車站和九龍塘車站分別在5月3日和4日完工。

### 5月
- 5月6日：九廣鐵路英段（現為東鐵綫）九龍車站（現為紅磡站）至沙田車站完成電氣化，開行電氣化列車。九龍塘車站於同日啟用。
- 5月10日：香港地鐵（現為港鐵）荃灣綫通車，但跳過美孚站至深水埗站，太子站只作轉乘使用，不可出站[3][4][5][6]。5月17日才開放所有車站[7][8][9]。

### 6月
- 6月23日：東北新幹線通車。
- 6月27日：臺鐵臺東線鐵路拓寬通車。

### 7月
- 7月1日：臺鐵花蓮舊站廢止。

### 8月
- 8月2日：赫爾辛基地鐵通車[10][11]。
- 8月2日：京釜線加設石水站。

### 9月
- 9月21日：名古屋市營地下鐵東山線由中村公園站延長至高畑站。
- 9月24日：倫敦地鐵貝克盧線石橋公園站以北的路段停運。

### 11月
- 11月1日：九廣鐵路英段（現為東鐵綫）羅湖車站臨時化，預備進行改建工程。
- 11月6日：基輔地鐵庫列尼夫卡-紅軍線由科爾尼丘克大道站延長至第聶伯英雄站，列寧格勒地鐵莫斯科－彼得格勒線由彼得格勒站延長至烏德爾納亞站。
- 11月15日：上越新幹線通車。

### 12月
- 12月9日：營團地下鐵（現為東京地下鐵）半藏門線由永田町站延長至半藏門站。
- 12月11日：名古屋鐵道羽島線通車。
- 12月23日：首爾地鐵2號線由綜合運動場站延長至教大站。